# Мейпл-Гроув (округ Баррон, Вісконсин)
Мейпл-Гроув (англ. Maple Grove) — місто (англ. town) в США, в окрузі Беррон штату Вісконсин. Населення — 877 осіб (2020).

## Демографія
Згідно з переписом 2010 року, у місті мешкало 979 осіб у 354 домогосподарствах у складі 286 родин. Було 370 помешкань
Расовий склад населення:
| - 98,1 % — білих - 0,4 % — азіатів - 0,2 % — чорних або афроамериканців - 0,1 % — корінних американців |

До двох чи більше рас належало 0,9 %. Частка іспаномовних становила 1,8 % від усіх жителів.
За віковим діапазоном населення розподілялося таким чином: 24,8 % — особи молодші 18 років, 61,0 % — особи у віці 18—64 років, 14,2 % — особи у віці 65 років та старші. Медіана віку мешканця становила 44,0 року. На 100 осіб жіночої статі у місті припадало 111,9 чоловіків;  на 100 жінок у віці від 18 років та старших — 108,5 чоловіків також старших 18 років.
Середній дохід на одне домашнє господарство  становив 83 374 долари США (медіана — 62 019), а середній дохід на одну сім'ю — 91 088 доларів (медіана — 66 111). Медіана доходів становила 41 974 долари для чоловіків та 33 542 долари для жінок. За межею бідності перебувало 3,8 % осіб, у тому числі 4,4 % дітей у віці до 18 років та 1,3 % осіб у віці 65 років та старших.
Цивільне працевлаштоване населення становило 484 особи. Основні галузі зайнятості: освіта, охорона здоров'я та соціальна допомога — 21,3 %, виробництво — 20,2 %, сільське господарство, лісництво, риболовля — 12,0 %, роздрібна торгівля — 11,0 %.